# John Mattocks

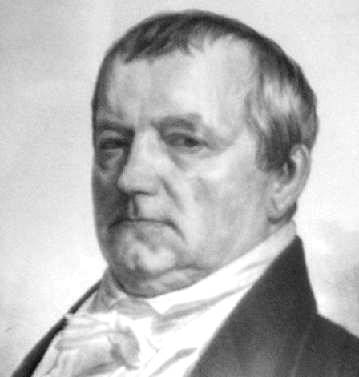
John Mattocks

John Mattocks (* 4. März 1777 in Hartford, Connecticut; † 14. August 1847 in Peacham, Vermont) war ein US-amerikanischer Jurist und Politiker und von 1843 bis 1844 Gouverneur des Bundesstaates Vermont. Außerdem vertrat er zwischen 1821 und 1843 seinen Staat dreimal für eine jeweils zweijährige Legislaturperiode als Abgeordneter im US-Repräsentantenhaus.

## Frühe Jahre
John Mattocks studierte Jura und wurde im Jahr 1797 als Rechtsanwalt zugelassen. Daraufhin begann er in diesem Beruf zu arbeiten. Außerdem wurde er einer der Direktoren der Vermont State Bank. Später zog er nach Peacham.

## Politischer Aufstieg in den Kongress
Damals war Mattocks Mitglied der Demokratisch-Republikanischen Partei. Zwischen 1807 und 1824 war er mehrfach mit einigen Unterbrechungen Abgeordneter im Repräsentantenhaus von Vermont. Während des Britisch-Amerikanischen Kriegs von 1812 war Mattocks Brigadegeneral der Miliz. Bei den Wahlen des Jahres 1820 wurde er erstmals in den Kongress gewählt. Dort absolvierte er zwischen dem 4. März 1821 und dem 3. März 1823 eine Legislaturperiode. Im Jahr 1824 kehrte er nach einer zweijährigen Unterbrechung in den Kongress zurück. In seiner zweiten Amtsperiode zwischen März 1825 und März 1827 war er Vorsitzender des Ausschusses zur Kontrolle der Ausgaben des Kriegsministeriums. Von 1833 bis 1834 fungierte John Mattocks als Richter am Vermont Supreme Court. Im Jahr 1836 war er Mitglied einer Konferenz zur Überarbeitung der Staatsverfassung.
Nach der Auflösung seiner Partei in den 1820er Jahren trat Mattocks der Whig Party bei. Als Kandidat dieser Partei wurde er im Jahr 1840 erneut in das Repräsentantenhaus in Washington gewählt. Dort verblieb er zwischen 1841 und 1843. Im Jahr 1843 wurde er dann zum neuen Gouverneur seines Staates gewählt. Allerdings war diese Wahl so knapp, dass die Legislative die Entscheidung über den Wahlausgang zu seinen Gunsten treffen musste.

## Gouverneur von Vermont und weiterer Lebenslauf
John Mattocks trat sein neues Amt am 13. Oktober 1843 an. Mattocks war ein entschiedener Gegner der Sklaverei. Dann wurde er so vom Tod einer seiner Söhne erschüttert, dass er sich 1844 nicht mehr zur Wiederwahl stellte. Danach zog er sich aus der Politik zurück. John Mattocks starb im August 1847. Mit seiner Frau Esther Newell hatte er fünf Kinder.